# 白色酢漿草
《白色酢漿草》，於1987年發行，由小野編劇和邱銘誠執導的台灣電影。故事內容講述中學女生追尋自我肯定的成長歷程。改編自朱立立（筆名：荊棘）的小說選集《荊棘裡的南瓜》中的同名作品〈白色酢漿草〉。

## 故事大綱
女主角林秋雲生長在一個問題家庭中，努力念書就是為了要和姐姐一樣考進台南女中，並且脫離這個問題不斷的家庭。她如願進入台南女中後，卻被多位老師以異樣眼光看待：除了姐姐當時因為未婚懷孕被迫離開學校外，還有她天生的捲髮。於是她開始跟老師們做對，但是生物科老師了解她的情況並對她多方誘導。有一天，她在校園裡發現了白色的酢漿草，正是生物科課堂上教到的突變，聯想到這白色的酢漿草就就和她自己一樣是基因特殊的天生捲髮，她開始有了興趣，開始一段追尋自我肯定的過程。

## 演員列表
| 演員                          | 飾演角色       |
| 蕭紅梅                        | 林秋雲         |
| 苗僑偉                        | 生物老師       |
| 楊麗音                        | 教官           |
| 林偉生                        | 教務主任       |
| 李興文                        | 林秋雲的弟弟   |
| 劉明                          | 校長           |
| 朱慧珍                        | 林秋雲的姊姊   |
| 李靜美                        | 林秋雲的母親   |
| 鄭平君 （页面存档备份，存于） | 林秋雲的男朋友 |

## 外部連結
- 開眼電影網上《白色酢漿草》的資料（繁體中文）
- 香港影庫上《白色酢漿草》的資料（繁體中文）
- 时光网上《白色酢漿草》的資料（简体中文）
- 豆瓣电影上《白色酢漿草》的資料 （简体中文）
- 互联网电影数据库（IMDb）上《白色酢漿草》的资料（英文）